# نیلوفر رحمانی
نیلوفر رحمانی (متولد ۱۳۷۰ در کابل) نخستین زن خلبان هواگرد ثابت‌بال در تاریخ افغانستان، و نخستین زن خلبان در ارتش افغانستان پس از سقوط طالبان در سال ۱۳۸۰ است. از آنجا که خانواده نیلوفر رحمانی تهدید به مرگ شدند، او تصمیم به اتمام دوره آموزشی خلبانی گرفت و سرانجام در سال ۲۰۱۵، برنده جایزه بین‌المللی زنان شجاع از وزارت امور خارجه آمریکا شد.

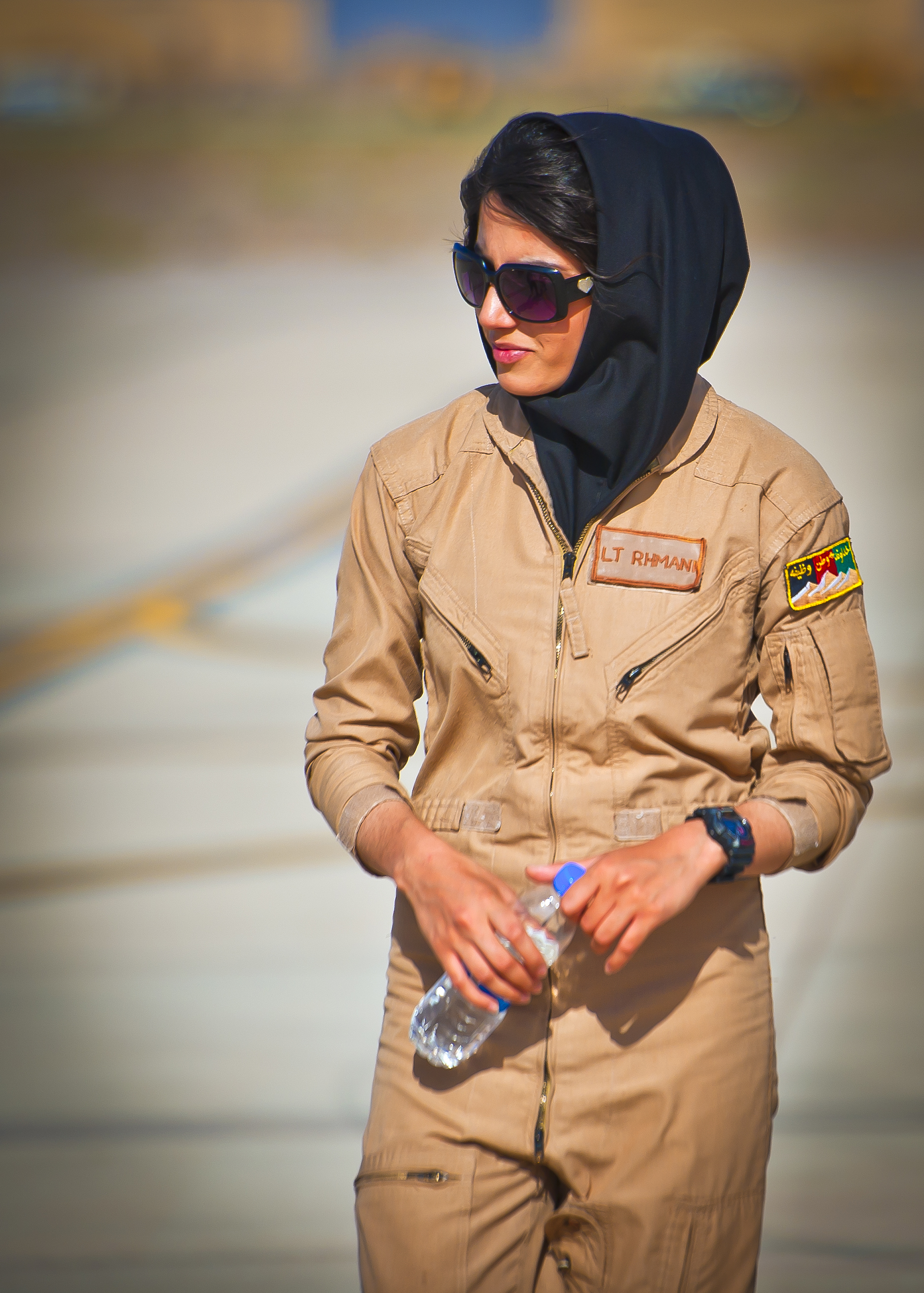
ستوان دوم، نیلوفر رحمانی، خلبان نیروی هوایی ارتش افغانستان

## زندگی‌نامه

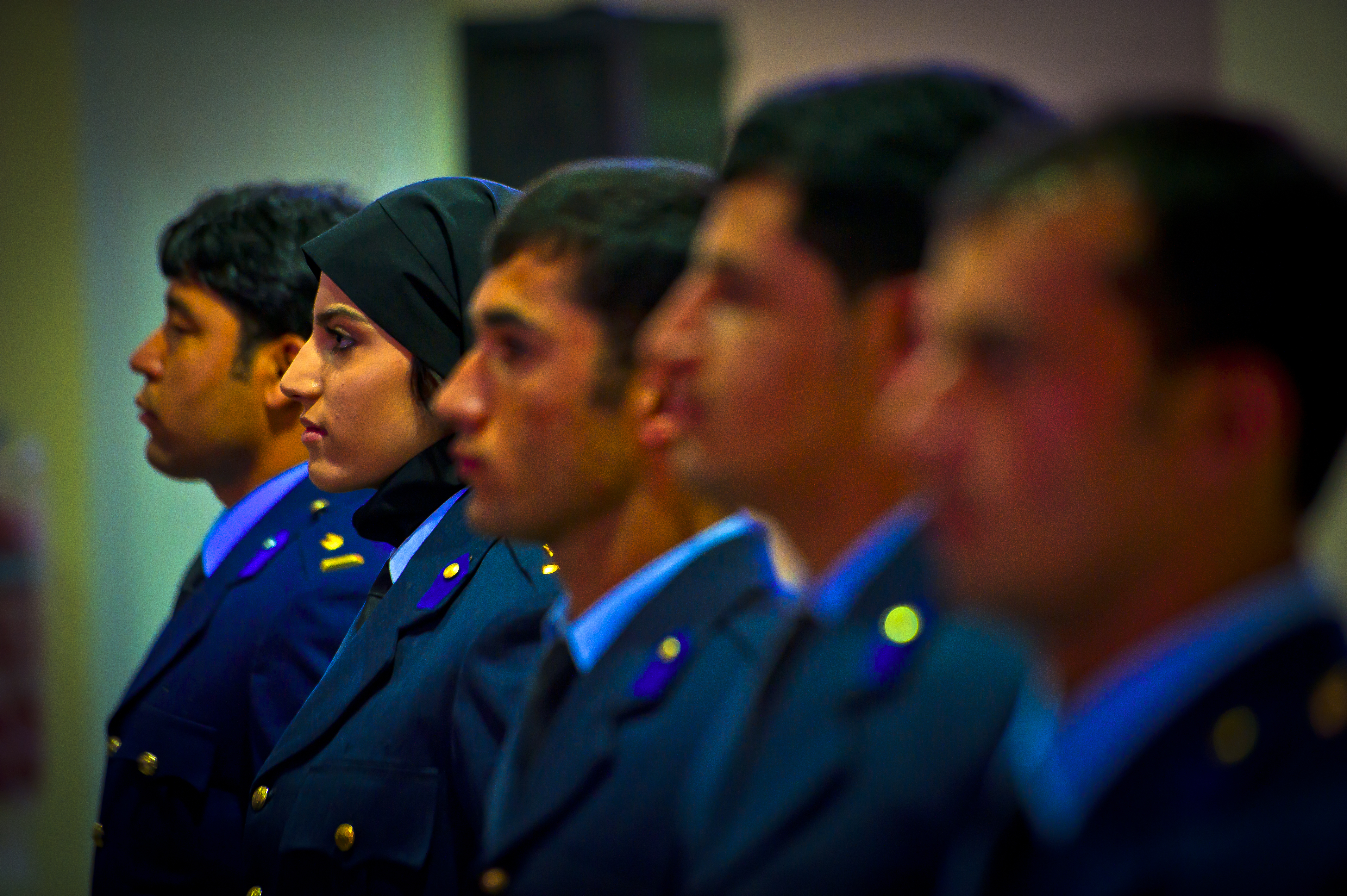
نیلوفر رحمانی در کنار پنج فارغ‌التحصیل افغان دوره خلبانی در اردیبهشت، ۱۳۹۲)

نیلوفر رحمانی در سال ۱۳۷۰ خورشیدی در کابل به دنیا آمد. از کودکی سودای پرواز را در سر می‌گذراند؛ از این رو به آموختن زبان انگلیسی مشغول شد تا بتواند در مدرسه پرواز ثبت نام کند. وی توانست در سال ۲۰۱۰ وارد دوره آموزش خلبانی نیروی هوایی افغانستان شود و در سال ۲۰۱۲ با درجه ستوان دوم از این مدرسه، فارغ‌التحصیل شد.
دو پرواز در هلیکوپتر به‌عنوان کمک‌خلبان زن در کنار پدر خود در دوره اتحاد شوروی، الهام‌بخش اولیه او برای یادگیری پرواز بود. او اولین پرواز مستقلش را در شهریور ۱۳۹۱ با هواپیمای تک‌ملخه سسنا ۱۸۲ انجام داد. به انگیزه پرواز با هواگردهای بزرگ‌تر، نیلوفر وارد مدرسه پیشرفته پرواز شد و به زودی توانست با هواپیمای نظامی سسنا ۲۰۸ کاروان بپرد.
زنان خلبان معمولاً اجازه جابه‌جا کردن کشتکان و سربازان مجروح را ندارند ولی نیلوفر، پس از نشستن در یکی از مأموریت‌هایش، سربازانی زخمی را پیدا کرد و دستور به جابه‌جایی آن‌ها یافت.
وقتی موفقیت‌های نیلوفر رحمانی منتشر شد، خود و خانواده‌اش از طرف طالبان تهدید به مرگ شدند. به همین سبب خانواده او تا کنون بارها مجبور به نقل مکان شده‌اند، ولی ستوان دوم نیلوفر همچنان دست از مسیر خود برنداشته و به دنبال پرواز با هواگردهای بزرگ‌تر و همچنین آموزش زنان دیگر برای ورود به عرصه هوانوردی و خلبانی است.
در سال ۲۰۱۵ میلادی روزنامه «بیلد» آلمان، نیلوفر رحمانی که در نیروی هوایی افغانستان خدمت می‌کند را به عنوان زیباترین خلبان جهان معرفی کرده است.
رحمانی به لحاظ حرفه‌اش با مشکلات زیادی در جامعه افغانستان روبروست، با این‌همه با انگیزه زیادی به کارش ادامه می‌دهد.

### پناهندگی به آمریکا
در سال ۲۰۱۸ درخواست وی مبنی بر پناهندگی به کشور آمریکا از سوی دولت آمریکا پذیرفته شد.